# Mount Rumney
Mount Rumney är ett berg i Australien. Det ligger i regionen Clarence och delstaten Tasmanien, i den sydöstra delen av landet, omkring 11 kilometer öster om delstatshuvudstaden Hobart. Toppen på Mount Rumney är 371 meter över havet, eller 221 meter över den omgivande terrängen. Bredden vid basen är 4,2 km.
Trakten är tätbefolkad. Närmaste större samhälle är Hobart, omkring 11 kilometer väster om Mount Rumney. 
Genomsnittlig årsnederbörd är 619 millimeter. Den regnigaste månaden är november, med i genomsnitt 79 mm nederbörd, och den torraste är augusti, med 37 mm nederbörd.